# 4807 Noboru
4807 Noboru è un asteroide della fascia principale. Scoperto nel 1991, presenta un'orbita caratterizzata da un semiasse maggiore pari a 2,3274106 UA e da un'eccentricità di 0,2109991, inclinata di 0,49352° rispetto all'eclittica.
L'asteroide è dedicato all'alpinista giapponese Noboru Yamada.